# WikiBilim
WikiBilim — некоммерческая организация в организационно-правовой форме — Общественного Фонда, учрежденная гражданами Республики Казахстан.  В наименовании фонда слово «Wiki» означает — контент созданный пользователями, «Bilim» — на казахском языке означает «знания». Миссия  фонда — развитие и продвижение образовательного контента на казахском языке.

## История
4 мая 2011 года - основание Общественного Фонда WikiBilim.
16 июня 2011 года - начала проекта "Қазақша Википедия" и пресс конференция с участием председателя попечительского совета Wikimedia Foundation Тинг Чена в городе Алматы, Казахстан.
август 2011 года - на конференции Wikimania 2011 в городе Хайфа, Израиль основатель Википедии Джимми Уэйлс назвал Рауана Кенжеханулы и Фонд WikiBilim «Википедистом года» (Wikipedian of the Year). Данная премия была присуждена впервые.
20-22 апреля 2012 года - первая региональная конференция тюркоязычных стран (Turkic Wikimedia Conference) с участием представителей Фонд Викимедиа, Creative Commons Europe, Google.
В 2012 году Фонд запустил проект Открытая библиотека Казахстана функционирующая под лицензями Creative Commons.. C 2013 года Фонд WikiBilim представляет Creative Commons в Казахстане.
Издание Daily Mail в 2012 году обвинило Джимми Уэйлса в том, что он закрыл тему с комментариями, где стали подниматься вопросы о его дружбе с Блэром и сотрудничестве с «авторитарным» режимом Казахстана, объяснив это тем, что упреки сделались «нелепыми». Позже в интервью газете «Республика» Уэйлс поделился своим мнением об информационной политике казахстанского правительства, работе казахстанского фонда WikiBilim и важности свободы выражения и обмена информацией.  «В Казахстане есть замечательная группа редакторов-добровольцев - таких же, как вы, - которые сотрудничают без всякого политического подтекста с правительством своей страны, стараясь перенести более старую энциклопедию в формат «Википедии», а также привлечь дельных добровольцев», - заявил Уэйльс.
В 2014 году казахский язык был добавлен в сервис Google Translate.
В ноябре 2016 года Фонд объявил о запуске первого проекта в Казахстане по MOOC (массовым бесплатным онлайн курсам) Открытый Университет Казахстана (OpenU.kz).
С 2017 года Фонд реализует проект «Новое гуманитарное знание. 100 новых учебников на казахском языке».

### Развитие Казахской Википедии
Задача проекта - развитие казахского раздела глобальной энциклопедии Википедия через формирование сообщества энтузиастов. В своем интервью газете The Harvard Crimson Рауан Кенжеханулы сообщил, что впервые работал с онлайн энциклопедией Википедия учась в университете в США. В рамках учебного курса о новых медиа Школы Кеннеди Гарвардского университета рассказывалось о феномене свободной интернет энциклопедии. Пользуясь английской версией, он заинтересовался состоянием версии на казахском языке. Оказалось, что количество статей не превышает 7 тысяч, и в основном состоят из заготовок в пару предложений. Казахская версия была на 127 месте из 170 доступных на тот момент языков онлайн-энциклопедии. Прочитав из различных исследований, что состояние языковой версии Википедии определяет общее развитие самого языка, он решает с друзьями создать некоммерческую организацию для развития контента на казахском языке в сети интернет. В это же время вопрос о развитии Википедии на казахском языке поднимался депутатами в Парламенте Республики Казахстан.
Фонд был создан в мае 2011 года в городе Алматы, Казахстан. В первое время фонд состоял из 5 волонтеров объединенных общей идеей, которые встречались со студентами и рассказывали об энциклопедии. Основная масса студентов и преподавателей совсем не подозревали о существовании версии на казахском языке, а также о том что можно редактировать статьи. Казахская версия энциклопедии функционировала на трех графиках: кириллица, латиница и арабская вязь. Активными редакторами были 2-3 человека из числа казахов КНР. Администратор и бюрократ находился в Японии.
Первую волну волонтеров составили студенты Казахско-Британского технического университета, в последующем подключились студенты КазНТУ и КазНУ. В июне месяце совместно с Международным университетом информационных технологий была организована летняя практика для студентов первого курса. В рамках данной практики студенты ознакомились с работой программы MediaWiki, а также правилами редактирования и написания статей для Википедии. Многие студенты после практики стали активными редакторами и администраторами казахской Википедии.
16 июня 2011 года Алматы посетил Председатель Попечительского Совета Фонда Викимедиа г-н Тинг Чен. В казахстанском пресс клубе состоялась пресс-конференция посвященная проекту «Қазақша Википедия». В пресс конференции приняли участия: основатель Фонда Рауан Кенжеханулы, директор редакции «Казахская энциклопедия» Бауыржан Жакып, г-н Тинг Чен, заместитель председателя Правления АО «Казконтент» Владимир Тутыкин, депутат Парламента Республики Казахстан Мурат Абенов. В результате реализации проекта количество статей выросло с 7 до 225 тысяч. Ежемесячно казахский раздел Википедии получает 18-20 миллионов просмотров.
20-21 апреля 2012 года в Алматы прошла первая региональная вики-конференция Тюркоязычных стран. В работе конференции приняли участие более 300 человек, в том числе участники из Турции, Узбекистана, Кыргызстана, Туркменистана, Азербайджана, Татарстана, Башкортостана и Саха Якутии.

### Открытая библиотека Казахстана
С 2012 года Фонд сопровождает сетевой проект «Открытая библиотека Казахстана». Проект доступен под лицензиями Creative Commons. Основным партнёром проекта выступила Национальная книжная палата Республики Казахстан. Изначально проект был поддержан Муратом Мухтаровичем Ауезовым, который дал согласие на публикацию всех произведений Мухтара Ауезова в электронном виде. Проект представляет собой цифровой фонд произведений художественной, а также научной литературы. Все произведения публикуются в формате ePub. Кроме того, сайт проекта имеет разделы аудио и видео материалов из золотого Фонда казахского кино, а также сборники кюев, терме, толгау и народных песен.
На декабрь 2015 года библиотечной базе насчитывается более 10 тысяч научных и художественных произведений, а также более 1 000 часов аудио произведений.
В конце ноября 2015 года состоялась презентация бесплатного мобильного приложения сайта кitap. Оно позволяет пользователям мобильных приложений на операционных системах iOS и Android читать более четырёх тысяч книг свыше 2000 авторов. Основная идея проекта заключается в создании общедоступной мультимедийной коллекции культурного наследия Казахстана в цифровом формате. Его цель — сбор и популяризация произведений национальной литературы, науки, культуры с сохранением авторских прав. Проект был поддержан казахстанским оператором мобильной связи компанией Kcell.
23 февраля 2016 года Фонд презентовал мобильное приложение для аудиокниг AudioKitap. Проект реализован при финансовой поддержки компании «Chevron». На момент презентации Библиотека содержит более 1500 аудио произведений на казахском языке, в том числе уникальные записи более 400 сказок.
Фонд WikiBilim совместно с Институтом языкознания имени А.Байтурсынулы АН МОН РК иницировал проект по созданию электронной версии «Толкового словаря казахского литературного языка» изданного в 2010 году. Словарь состоит из 15 томов, в том числе более 150 000 лексических единиц. Универсальный словарь казахского языка включает в себя толковые словари, отраслевые словари, казахско-русский словарь, этимологический, фразеологический словарь, словарь антонимов и синонимов.

### Включения казахского языка в Google Translate
В рамках реализации проекта развития Википедии на казахском языке, волонтеры Фонда инициировали включение казахского языка в глобальный переводческий сервис Google Translate. Развитие Википедии на казахском языке и наличие достаточного количества текстового материала в Интернете позволило реализовать проект по включению казахского языка. Руководитель команды Google Translate Барак Туровски в интервью сетевому изданию Meduza говорит, о том что сервис является приоритетным продуктом для Google. В месяц им пользуется более полумиллиарда человек, а в день переводит около 140 миллиардов слов.
На момент включения казахского языка сервис работает по методу статистического машинного перевода: машина, применяя те же технологии, которые используются в поиске, ищет в интернете доступные варианты перевода, уже сделанные человеком. Любые открытые источники — документация ООН, новостные заметки — все, что удается найти, собирается и превращается в гигантский корпус данных на разных языках. В этих данных машина затем находит статистические закономерности и таким образом «выучивает» язык. Развитие казахской Википедии стало основой для включению казахского языка в сервис.

Барак Туровски: 
Фидбек от людей очень важен — и вот почему. В 2014 году мы запустили Google Translate Community — инструмент для краудсорсинга. Самое смешное, что запустили по просьбе людей из Казахстана. Мы работали над новыми языками [поддерживаемыми Google Translate], и казахский был одним из кандидатов. Это довольно распространенный язык — на нем говорят до 25 миллионов человек, но данных для обучения по нему почти нет. Поэтому добиться хорошего качества перевода с такого языка очень трудно. А люди очень просили сделать поддержку. В итоге мы сказали — данных не хватает (речь идет об отсутствии массива переводов с казахского на английский и обратно — прим. «Медузы»), если сделаете базу — подключим поддержку.
И мы запустили очень примитивный механизм, примерно как у «Википедии»: 300 добровольцев, кто-то переводит, кто-то читает и оценивает перевод. Задача была — собрать два миллиона фраз, с этим уже можно работать. И вот буквально через неделю фраз набралось уже несколько тысяч. Оказалось, Управление центральных коммуникаций президента Казахстана устроило пресс-конференцию и попросило всю страну помогать. Заявление, кстати, было на русском. И вот сотни, тысячи человек сидели и переводили в режиме 24 на 7. И мы запустили поддержку казахского, а затем и других языков, которые подключились позже. Так что без человеческих усилий у нас никуда, хотя подавляющее большинство работы выполняют машины. 

### Открытый университет Казахстана
В 2012 году Фонд начинает совместный проект с конференцией TED по переводу и трансляции TED Talks на казахском и русском языках на телеканале «Bilim» .
В 2017 году фондом запускается некоммерческий проект "Открытый университет Казахстана" по модели Edx и Coursera. Партнером проекта выступил британский университет The Open University.

## Переводческие проекты
1 июня 2017 года Фонд WikiBilim прошел перерегистрацию в качестве Общественного Фонда  Ұлттық Аударма бюросы (Национальное бюро переводов). Основная миссия и задача фонда координация проекта по переводу лучших мировых учебников для ВУЗов на казахский язык в рамках проекта «Новое гуманитарной знание».

### «Новое гуманитарное знание. 100 новых учебников на казахском языке»
С 2017 года по 2020 года фонд участвовал в государственной программе и завершил проект «Новое гуманитарное знание. 100 новых учебников на казахском языке» по развитию общественных и гуманитарных наук . В рамках проекта были переведены, изданы и бесплатно распространены среди библиотек высших учебных заведений 100 учебника. Тираж каждого наименования составил - 10 000 экземпляров. Электронные версии всех учебников доступны в рамках некоммерческих проектов Открытый университет Казахстана и Открытая библиотека Казахстана.

### Антология казахской современной литературы
В 2019 году по заказу Министерства культуры и спорта Казахстана начало проект «Современная казахская литература в глобальном мире» по переводу антологии современной казахской литературы на 6 языков ООН, английский, французский, русский , испанский, арабский, китайский языки.  Сборник состоит из двух томов - проза и поэзия. В каждом томе собраны 30 авторов. Партнером перевода на русский язык выступило издательский дом Московского государственного университета имени М. В. Ломоносова , на испанском языке Институт Сервантеса, на французском языке - издательский дом «Мишель де Моль», на китайском языке - Издательством наций Китайской народной республики, на арабском языке готовится при участии Центра культура и образования Арабской республики Египет. Перевод и издание антологий на английском языке реализован при участии издательства Кембриджского университета.

### Перевод произведений Абая
В 2020 году  в рамках празднования 175-летия Абая Кунанбаева были переведены произведения на 10 языков мира: английский, арабский, китайский, испанский, итальянский, немецкий, русский, турецкий, французский, а также японский По итогам проекта некоторые переводчики и редакторы были награждены орденами и медалями .  В сборники переводов вошли 145 стихотворений, 3 поэмы, «Слова назидания» (45 эссе). Автором обложки является известный художник-график Даурен Кастеев (внук Абильхана Кастеева).

### Оксфордский словарь казахского языка
С 2018 по 2022 год работал над проектом по созданию Оксфордского словаря на казахском языке. В словаре собраны 500 000 слов и словосочетаний отобранных за время перевода большого количества текстов ранее. Словарь создан по аналогу русско-английского, англо-русского словаря Oxford Russian Dictionary.